# Alcalophile

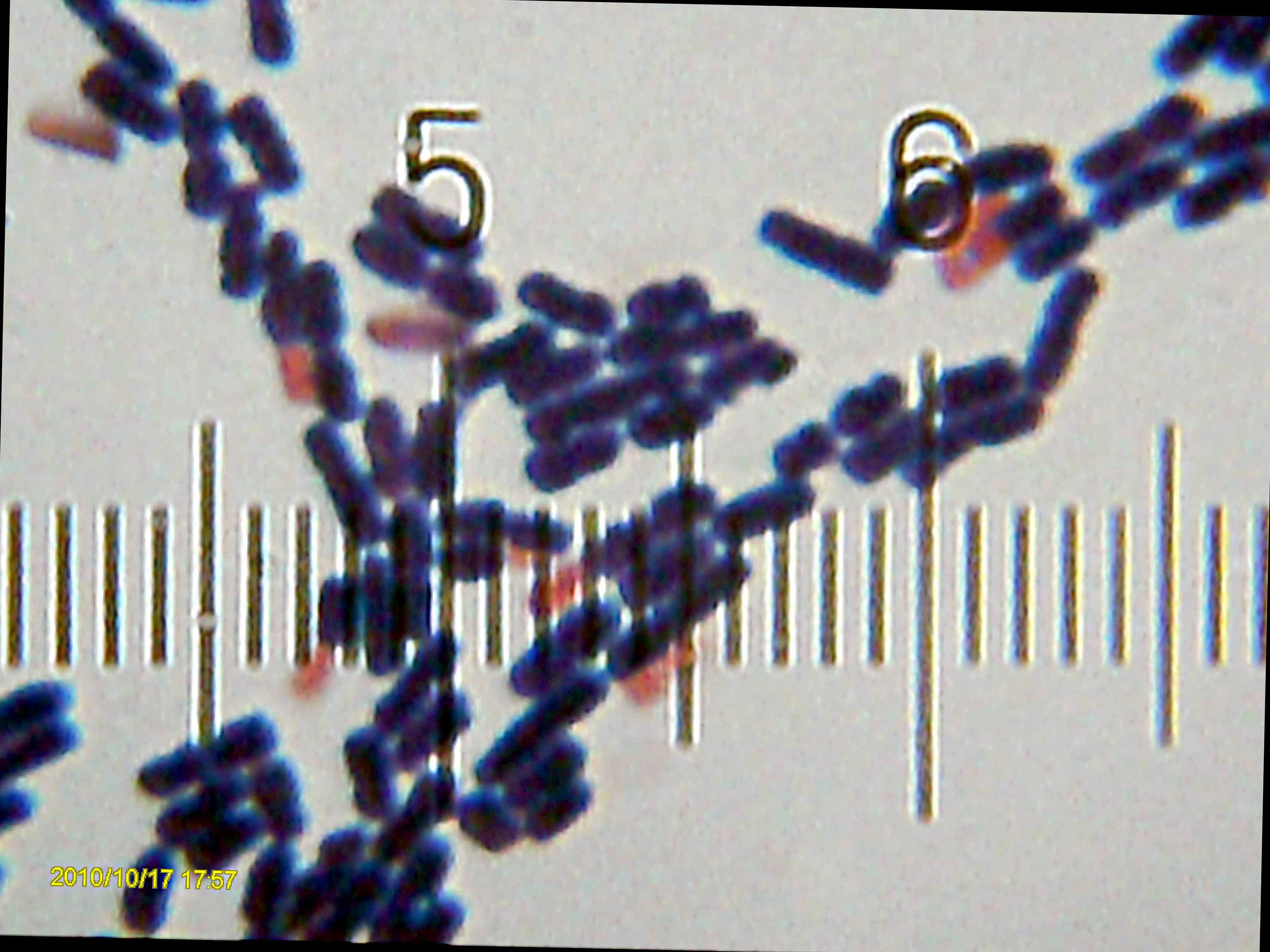
Culture classique de bacilles. Nombreux organismes alcalophiles ont une morphologie de bactérie.

Un organisme vivant est dit alcalophile, alcaliphile ou alcalinophile (littéralement « qui aime les milieux alcalins »), lorsque sa survie n'est possible que dans un milieu basique, avec un développement optimal situé à au moins 9 unités de pH. On parle plutôt d'organisme alcalotolérant lorsqu'il supporte des milieux aux pH supérieures à 9 mais dont le développement optimal est située autour de 7 ou moins. Selon le contexte, on peut également parler d'organisme acidophobe ou acidofuge pour souligner la crainte des milieux acides. De façon plus ambiguë, un organisme alcalophile peut être considéré extrêmophile lorsqu'il vit dans un milieu fortement basique. La bactérie Bacillus alcalophilus (en) est un exemple d'organisme alcalophile.  
En botanique, on parle plutôt d'organisme basiphile, basophile ou calcicole pour désigner une plante préférant respectivement les sols basiques ou calcaires. Le ciste de Montpellier (Cistus monspeliensis) est un exemple de plante basiphile. 
Certains organismes peuvent paraître alcalotolérant ou alcalophile selon les conditions environnementales, dont la disponibilité en nutriments, les ions sodium, la température, etc.

## Habitat
Des organismes bactériens alcalophiles sont trouvés dans les poches ou lacs naturels de soude, ou encore dans les effluents très alcalins de cimenteries.

## Usages
Ces organismes intéressent l'industrie qui cherche à utiliser leurs enzymes pour des usages industriels ou de nettoyage (solutions alcalines de détergents).